# Regeringen Kolstad
Regeringen Kolstad var en norsk regering som tillträdde 12 maj 1931. Statsminister var Peder Kolstad. Regeringen avgick den 14 mars 1932 efter att statsminister Kolstad avlidit 5 mars 1932.